# Hibou du Cap
Asio capensis
Espèce
Synonymes
- Otus capensis A. Smith, 1834
(protonyme)

Statut de conservation UICN

 LC  : Préoccupation mineure
Statut CITES
Répartition géographique

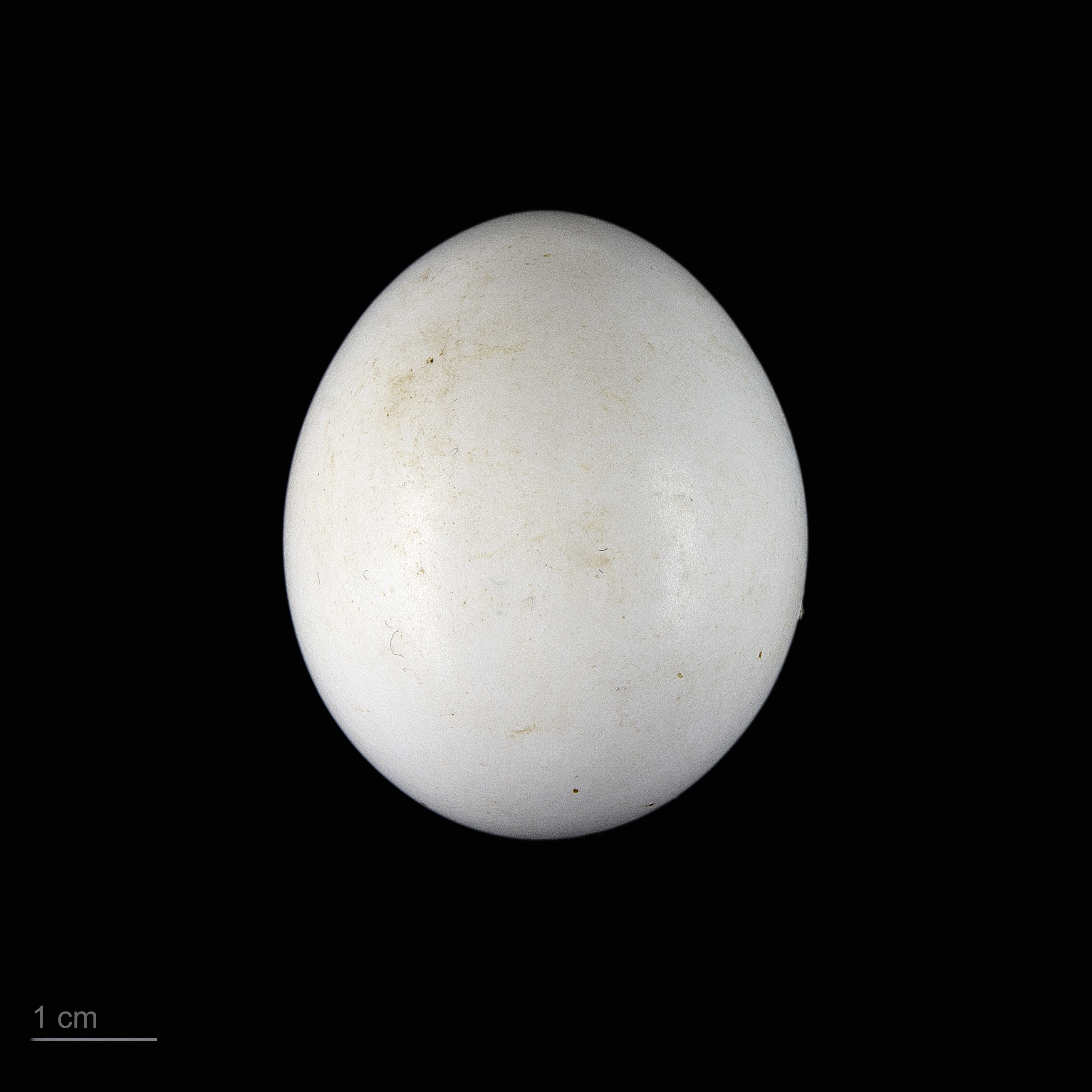
Œuf d'Asio capensis tingitanus - Muséum de Toulouse.

Le Hibou du Cap (Asio capensis) est une espèce d'oiseaux de la famille des Strigidae.

## Répartition et habitat
Ce hibou vit principalement en Afrique subsaharienne et à Madagascar. Cependant, des populations isolées ont été recensées au Maroc, au Mali, au Nigeria, au Cameroun et au Gabon.

## Sous-espèces
D'après la classification de référence (version 14.1, 2024) de l'Union internationale des ornithologues, le Hibou du Cap possède 3 sous-espèces (ordre philogénique) :
- Asio capensis tingitanus (Loche, 1867) ;
- Asio capensis capensis (Smith, A, 1834) ;
- Asio capensis hova Stresemann, 1922.